# Тимм, Йоахим Кристиан
Йоахим Кристиан Тимм (нем. Joachim Christian Timm; 1734—1805) — немецкий аптекарь и ботаник, специалист по тайнобрачным растениям.

## Биография
Йоахим Кристиан Тимм родился 7 декабря 1734 года в городе Вангерин (ныне — Венгожино, Польша) в семье табачника Маттиаса Эрнста Тимма. Учился в школе в Вангерине, затем работал ассистентом аптекаря Фредерика Йона. В 1750-х годах Йоахим переехал в Мекленбург, затем стал помощником доктора Вольфа в Ростокском университете. Через год он стал работать провизором в Мальхине.
В 1762 году Тимм женился на Анне Кристине Элизабет Витте. У них было десять детей, из которых Йоахим и Ханс работали в Мальхине фармацевтами.
В 1771 году Тимм был избран сенатором. В 1778 году он стал заместителем мэра Мальхина, в 1790 году — мэром города.
Йоахим Кристиан Тимм скончался 3 февраля 1805 года в Мальхине.

## Некоторые научные работы
- Timm, J.C. (1788). Florae megapolitanae prodromus. 299 p.

## Роды, названные в честь Й. К. Тимма
- Timmia Hedw., 1801